# Svetlana Podobedova
Svetlana Nikolaevna Podobedova (in russo Светлана Николаевна Подобедова?; Zima, 25 maggio 1986) è una sollevatrice kazaka di origini russe, vincitrice della medaglia d'oro a Londra 2012 e due volte campione del mondo.
Il titolo olimpico viene revocato a causa di una positività all'uso di doping.

## Palmarès
- Giochi olimpici

2012 - Londra: oro nella categoria fino a 75 kg (Revocato per doping).
- Mondiali

2005 - Doha: bronzo nella categoria fino a 75 kg.
2009 - Goyang: oro nella categoria fino a 75 kg.
2010 - Adalia: oro nella categoria fino a 75 kg.
2011 - Parigi: argento nella categoria fino a 75 kg.
- Europei

2004 - Kiev: oro nella categoria fino a 75 kg.
2005 - Sofia: oro nella categoria fino a 75 kg.